# Giuse Đặng Đức Ngân
Giuse Đặng Đức Ngân (sinh 1957) là một giám mục Công giáo người Việt. Ông hiện đảm nhận vai trò Tổng giám mục Tổng giáo phận Huế, kiêm Giám quản Tông Tòa Giáo phận Đà Nẵng. Trước khi được bổ nhiệm đến Tổng giáo phận Huế, ông là giám mục chính tòa Giáo phận Đà Nẵng từ năm 2016 đến năm 2023 và giám mục chính tòa Giáo phận Lạng Sơn và Cao Bằng từ năm 2007 đến đầu năm 2016, và Tổng giám mục phó Tổng giáo phận Huế từ năm 2023 đến năm 2025. Khẩu hiệu Giám mục của ông là "Đến với muôn dân".
Trong Hội đồng Giám mục Việt Nam, ông hiện đảm nhận vai trò Chủ tịch Uỷ ban Văn hóa thuộc Hội đồng Giám mục Việt Nam nhiệm kỳ 2022 – 2025. Trước đó, ông tiếp quản vị trí này với tư cách Chủ tịch thứ hai của nhiệm kỳ 2016 – 2019, được chọn vào chức vụ này tháng 4 năm 2017, để tiếp nối nhiệm vụ dang dở để lại của Giám mục Giuse Vũ Duy Thống, đã đột ngột qua đời tháng 3 năm 2017. Ông cũng tái đắc cử nhiệm kỳ 2019–2022.

## Thân thế và tu tập
Giuse Đặng Đức Ngân sinh ngày 16 tháng 6 năm 1957 tại khu vực Nhà thờ Lớn Hà Nội (giáo xứ chính tòa), nay thuộc phường Hoàn Kiếm, thành phố Hà Nội, thuộc Tổng Giáo phận Hà Nội. Song thân Giám mục Ngân là ông Phaolô Đặng Đức Vượng (1926–2013) và bà Maria Trần Thị Xuân (1928 – 2009). Ông là con thứ ba trong gia đình có 5 người con gồm 3 nam và 2 nữ, sinh sống tại tư gia trên phố Chân Cầm, Hoàn Kiếm, thuộc khu vực Nhà thờ chính tòa Hà Nội. Trong số các người con này, chỉ có cậu Ngân chọn theo con đường tu trì.
Vì là nghĩa tử của Hồng y Giuse Maria Trịnh Văn Căn, từ cuối năm 1979, cậu Đặng Đức Ngân đã được đưa đến sinh sống tại Tòa Tổng giám mục Hà Nội. Trong giai đoạn từ năm 1981 đến năm 1987, chủng sinh Ngân theo học tại Đại chủng viện Thánh Giuse Hà Nội. Chủng sinh Ngân đã gia nhập chủng viện này ngay sau ngày khai giảng (trở lại) vào ngày 25 tháng 3 năm 1981.

## Linh mục
Sau khoảng thời gian học tại Đại chủng viện Hà Nội, ngày 8 tháng 12 năm 1987, Giuse Đặng Đức Ngân được thụ phong linh mục bởi Hồng y Giuse Maria Trịnh Văn Căn, Tổng giám mục Hà Nội, tại Nhà thờ chính tòa Hà Nội. Sau khi được truyền chức, kể từ tháng 2 năm 1988, tân linh mục được bổ nhiệm làm linh mục chính xứ giáo xứ Thượng Thụy và Cổ Nhuế và đã giữ chức vụ này cho đến tháng 12 năm 1994. Trong thời gian này, ông cũng kiêm chức Thư ký Hồng y Trịnh Văn Căn, từ năm 1989 đến năm 1990.
Linh mục Đặng Đức Ngân được cử đi du học Rôma. Trong khoảng thời gian từ tháng 1 năm 1994 đến tháng 5 năm 1999, ông theo học tại Đại học Giáo hoàng Urbaniano ở Roma, và nhận được học vị Tiến sĩ Giáo luật.
Năm 1999, linh mục Giuse Đặng Đức Ngân trở về Việt Nam, làm Giáo sư Đại chủng viện Thánh Giuse Hà Nội và đảm nhận chức danh này cho đến năm 2016. Tại Đại chủng viện, ngoài vai trò Giáo sư, ông còn từng đảm nhận chức vụ Giám học (2000-2002) và Phó Giám đốc (2002-2003). Ông cũng được bổ nhiệm giữ chức Thư ký Tòa Tổng giám mục Hà Nội cho Hồng y Phaolô Giuse Phạm Đình Tụng và đảm nhận chức danh này từ ngày 23 tháng 2 năm 1999 cho đến năm 2002. Linh mục Ngân kiêm nhiệm chức Đại diện Giám mục về Ngoại vụ từ năm 2001 đến năm 2003.
Trong khoảng thời gian từ tháng 8 năm 2003 đến tháng 10 năm 2007, linh mục Đặng Đức Ngân là linh mục chính xứ Nhà thờ chính tòa Hà Nội kiêm Tổng đại diện tổng giáo phận Hà Nội. Song song với các vai trò tại Tổng giáo phận Hà Nội, linh mục Ngân còn là Thư ký Hội đồng Giám mục Việt Nam (Giáo tỉnh Hà Nội) từ năm 2000 cho đến năm 2007.

## Thời kỳ Giám mục

### Giám mục chính tòa Cao Bằng và Lạng Sơn
Tại Tòa Tổng giám mục Huế, và vào ngày thứ hai trong lần họp thường niên Hội đồng Giám mục Việt Nam vào năm 2006, Tổng giám mục Giuse Ngô Quang Kiệt ngỏ ý chọn linh mục Ngân làm Giám mục kế vị tại Giáo phận Lạng Sơn và Cao Bằng. Sau một thời gian cầu nguyện, linh mục Ngân đã chấp nhận đề xuất. Ngày 12 tháng 10 năm 2007, Văn phòng Báo chí Tòa Thánh loan tin Giáo hoàng Biển Đức XVI đã bổ nhiệm linh mục Giuse Đặng Đức Ngân làm Giám mục chính tòa Giáo phận Lạng Sơn và Cao Bằng. Thông tin bổ nhiệm được công bố sau kỳ họp Hội đồng Giám mục tại Hà Nội. Giám mục Tân cử Đặng Đức Ngân, 50 tuổi, khi bổ nhiệm được xem là một giám mục trẻ đến đến vùng đất Giáo phận Lạng Sơn Cao Bằng, chỉ có khoảng 5.000 giáo dân, 6 linh mục (1 linh mục đang du học), 18 nữ tu. Việc bổ nhiệm này kết thúc quãng thời gian trống tòa (không có giám mục quản lý), sau khi giám mục giáo phận này là Giuse Ngô Quang Kiệt được chọn làm Tổng giám mục Hà Nội.
Ngày 21 tháng 11 năm 2007, Giám mục tân cử Ngân đã rời Tổng giáo phận Hà Nội và đến nhận giáo phận Lạng Sơn và Cao Bằng. Phát biểu trong buổi chia tay Tổng giáo phận, tân giám mục đánh giá vai trò giám mục là một hồng ân lớn lao nhưng trách nhiệm cũng thật nặng nề. Tổng giám mục Kiệt cho rằng việc Giám mục Tân cử Ngân, vốn là Tổng Đại diện phải rời giáo phận sẽ để lại khoảng trống lớn cho giáo phận.

Huy hiệu thời kỳ Giám mục của Giuse Đặng Đức Ngân

Tân giám mục Đặng Đức Ngân chọn cho mình khẩu hiệu giám mục "Đến với muôn dân", lấy cảm hứng từ sắc lệnh về truyền giáo Ad Gentes (Đến với muôn dân) ban hành tại công đồng Vatican II: Ta đặt con làm ánh sáng muôn dân, để con đem ơn cứu độ của Ta đến tận cùng cõi đất.. Ông đã giải nghĩa huy hiệu của mình như sau:
| “ | 1. Trời xanh mầu hi vọng: ước mong luôn chan chứa tin yêu bước theo chân Thầy Chí Thánh và các bậc cha anh trên núi rừng Cao - Lạng. 2. Sao thắm hương hoa hồi: ước mong luôn ngước mắt cậy trông Mẹ Maria hiền mẫu, ngôi sao sáng cuối trời. 3. Núi cao hồn mở rộng: ước mong luôn mở rộng tấm lòng để đón nhận mọi tâm hồn, mọi lối sống, không phân biệt, cách chia. 4. Đường xa bước trung thành: ước mong một đời vẫn tín trung, luôn đồng hành cùng mọi người vui bước. 5. Đồng xanh vang tiếng gọi: ước mong luôn tin tưởng, cậy trông vị Mục Tử Nhân Lành sẽ đưa đoàn chiên thánh đến đồng cỏ ngát xanh. | ” |

Sau khi chia tay Tổng giáo phận Hà Nội, Giám mục Ngân dành thời gian để thực hành tĩnh tâm cũng như nhận giáo phận và hướng dẫn chuẩn bị lễ tấn phong. Nhiều thành phần và tầng lớp giáo hữu đã tham gia vào công tác chuẩn bị cho lễ tấn phong. Các giáo xứ, dưới sự thu xếp của Tổng giám mục Giuse Ngô Quang Kiệt (Giám quản Tông Tòa) đã đến chào thăm Giám mục Tân cử. Giám mục Ngân cho rằng với con số giáo dân của Giáo phận, thay vì "dạy dỗ" theo từ ngữ của Giáo hội, ông phải dùng "dỗ" hơn là "dạy", với phương cách bằng tình yêu, bằng nghị lực, bằng cảm thông, bằng thăm viếng và lan toả các giá trị tốt đẹp trong vùng đất.
Lễ Tấn phong cho Tân giám mục được tổ chức vào ngày 3 tháng 12 năm 2007 tại Nhà thờ chính tòa Lạng Sơn và Cao Bằng với sự tham dự của các giám mục đến từ 15 giáo phận và 180 linh mục, nam nữ tu sĩ, giáo dân và các khách mời. Phần nghi thức truyền chức do chủ phong là Tổng giám mục Tổng giáo phận Hà Nội Giuse Ngô Quang Kiệt, cùng hai vị  phụ phong là Giám mục Giuse Vũ Văn Thiên, Giám mục chính tòa Giáo phận Hải Phòng và Giám mục Stêphanô Tri Bửu Thiên, Giám mục phó Giáo phận Cần Thơ. Ngày 7 tháng 12 cùng năm, tân giám mục đã gửi thư cảm tạ đến mọi người đã cầu nguyện và hỗ trợ ông trên cương vị mới. Giám mục Ngân cử hành lễ tạ ơn tại Đại chủng viện Thánh Giuse Hà Nội vào ngày 17 tháng 12 cùng năm.
Ông tham dự chuyến viếng thăm Ad Limina của Hội đồng Giám mục Việt Nam năm 2009. Giám mục Ngân cho biết ông đã cố gắng thăm viếng các giáo xứ, gia đình và cá nhân để tăng sự hiểu biết và giao thoa văn hóa trong thời gian làm Giám mục chính tòa Lạng Sơn và Cao Bằng.

### Giám mục chính tòa Đà Nẵng
Ngày 12 tháng 3 năm 2016, phòng Báo chí Toà Thánh công bố thông tin về việc Giáo hoàng Phanxicô bổ nhiệm Giám mục Giuse Đặng Đức Ngân đang là Giám mục chính toà giáo phận Lạng Sơn – Cao Bằng làm Giám mục chính toà giáo phận Đà Nẵng. Cũng theo thông báo thì Giám mục Giuse Châu Ngọc Tri đang là Giám mục chính toà giáo phận Đà Nẵng sẽ thay Giám mục Ngân làm giám mục chính toà giáo phận Lạng Sơn - Cao Bằng. Sau khi tin bổ nhiệm được công bố, ngày 13 tháng 3, Giám mục Đặng Đức Ngân viết thư gửi lời cám ơn các giáo dân trong giáo phận đã nâng đỡ ông trong nhiệm vụ giám mục và kêu gọi các linh mục, tu sĩ giáo dân cộng tác với tân giám mục Châu Ngọc Tri như đã từng cộng tác với ông để phát triển giáo phận. Trong cùng ngày, Tòa giám mục giáo phận cũng ra thông cáo loan tin và điều chỉnh kinh nguyện Thánh Thể trong tình hình có giám mục mới.
Sáng ngày 17 tháng 3, một phái đoàn từ giáo phận Đà Nẵng do giám mục Châu Ngọc Tri dẫn đầu đến thăm Tòa giám mục Lạng Sơn và Cao Bằng. Chiều cùng ngày, giám mục Đặng Đức Ngân quyết định đưa phái đoàn giáo phận Lạng Sơn và Cao Bằng đến giáo phận Đà Nẵng nhằm bàn thảo chương trình chuyển giao sứ vụ. Ngày 18 tháng 3, hai phái đoàn đã ra thông cáo chung. Hai giáo phận Đà Nẵng và Lạng Sơn – Cao Bằng sau khi tham khảo ý kiến của các tổng giám mục trưởng giáo tỉnh đã quyết định ngày đón tân giám mục, lễ nhậm chức của Giám mục Đặng Đức Ngân tại Đà Nẵng là vào ngày 12 tháng 4 cùng năm. Ngày 2 tháng 4 năm 2016, Giám mục Ngân chủ sự lễ Kính lòng Thương xót, đồng thời chia tay giáo phận để đón nhận sứ vụ mới.

Giám mục Ngân nhận ngai tòa giám mục chính tòa Giáo phận Đà Nẵng

Giám mục Đặng Đức Ngân trả lời phỏng vấn hãng truyền thông Công giáo Viet Catholic và bài phỏng vấn được công bố ngày 30 tháng 3 năm 2016. Trong cuộc phỏng vấn, Giám mục Ngân cho rằng đây là lần đầu hoán chuyển giám mục ở Việt Nam, dù đã xảy ra ở nhiều quốc gia khác. Khi được hỏi những chuẩn bị cho nhiệm vụ mới, giám mục Ngân kể lại các buổi thống nhất chung giữa phái đoàn hai giáo phận về việc nhậm chức của hai giám mục. Trong khuôn khổ bài phỏng vấn, ông cũng hy vọng các linh mục đón nhận, giúp đỡ và cùng với vị giám mục mới hoạch định các kế hoạch và giúp kết nối giữa giám mục và giáo dân. Ông cũng trông đợi có được sự tin tưởng, cảm thông và cộng tác của hàng ngũ phó tế, tu sĩ, chủng sinh, ứng sinh và giáo dân. Trả lởi Truyền thông Hội đồng Giám mục vào năm 2023, Giám mục Ngân cho biết khi nhận được tin bổ nhiệm làm giám mục tại một giáo phận miền Trung, ông thực sự không biết gì về giáo phận Đà Nẵng, trong khi ông sinh ra tại Hà Nội và sinh sống tại miền Bắc. Ông cho biết văn hóa tại Đà Nẵng khác hoàn toàn với Hà Nội hoặc giáo phận Lạng Sơn và Cao Bằng. Tại Đà Nẵng, ngoài ý khẩu hiệu chính là Đến với muôn dân, ông còn mong muốn thực hiện theo ý câu Kinh Thánh Đến mà xem. Trong buổi phỏng vấn với Tổng giáo phận Huế năm 2023, Giám mục Đặng Đức Ngân cho biết ông ngỡ ngàng về sự bổ nhiệm này, do là một người miền Bắc được đưa vào [một giáo phận] miền Nam.
Ngày 9 tháng 4 năm 2016, giáo phận Lạng Sơn và Cao Bằng chính thức được Giám mục kế vị Châu Ngọc Tri cai quản, hiện diện trong buổi lễ cũng có Giám mục Giám quản Giuse Đặng Đức Ngân. Thánh lễ do Hồng y - Tổng giám mục Trưởng giáo tỉnh Hà Nội Phêrô Nguyễn Văn Nhơn chủ sự tại nhà thờ chính tòa Giáo phận Lạng Sơn và Cao Bằng. Ngày 12 tháng 4 cùng năm, Giám mục Đặng Đức Ngân chính thức nhận Giáo phận Đà Nẵng từ giám mục kế vị ông ở Giáo phận Lạng Sơn Giuse Châu Ngọc Tri. Tham dự lễ nhận giáo phận có đông đảo giám mục Việt Nam và Đại diện Tòa thánh.

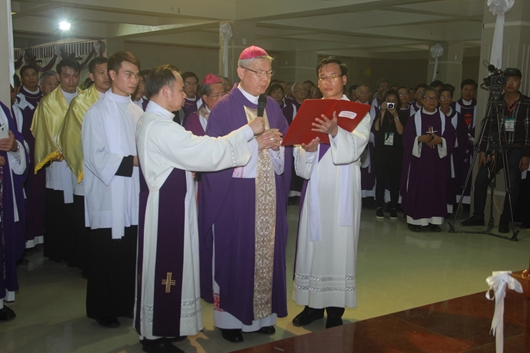
Giám mục Đặng Đức Ngân chủ sự nghi thức trong lễ an táng cố giám mục Phanxicô Xaviê Nguyễn Văn Sang, 2017

Nhân dịp một năm được đảm nhận vai trò Giám mục chính tòa Đà Nẵng và được chọn vào vị trí Chủ tịch Uỷ ban Văn Hóa Hội đồng Giám mục, Giám mục Đặng Đức Ngân có bài phỏng vấn với hãng truyền thông VietCatholic. Giám mục Ngân cho biết với việc chấp thuận bổ nhiệm, ông chấp nhận hòa nhập vào đời sống vùng miền. Ông cho biết mình phó thác vào ơn Chúa Thánh Thần và sự đồng cảm, chia sẻ của giáo sĩ, tu sĩ và giáo dân. Giám mục Ngân cho biết đã tìm hiểu các khía cạnh về giáo phận, sắp xếp nhân sự và hoạch định kế hoạch 5 năm (2017-2021) cho giáo phận, tiếp nối định hướng Đại hội Dân Chúa Đà Nẵng 2010: hiệp nhất, yêu thương và loan báo Tin Mừng. Chia sẻ về ưu tư và hy vọng trên cương vị Chủ tịch Uỷ ban Văn Hóa, giám mục Ngân thừa nhận ông không có chuyên môn về lĩnh vực này, ông cho rằng các giám mục nhận thấy ông đã trải nghiệm nhiều nét khác biệt văn hóa nên chọn ông vào chức vụ này. Trên cương vị mới, ông mong có sự đồng lòng, cộng tác từ các giáo hữu và chuyên gia trong lĩnh vực văn hóa.
Giám mục Ngân tham dự chuyến viếng thăm Ad Limina lần thứ hai trong đời giám mục vào năm 2018. Các giám mục Việt Nam từ 27 giáo phận họp Đại hội XIV Hội đồng Giám mục Việt Nam tại trung tâm Mục vụ Giáo phận Hải Phòng vào cuối tháng 9 và đầu tháng 10 năm 2019. Trong khuôn khổ đại hội, các giám mục đã sắp xếp và bầu chọn nhân sự trong hội đồng và chọn Giám mục Đặng Đức Ngân đảm trách vai trò Chủ tịch Uỷ ban Văn hóa trực thuộc Hội đồng Giám mục trong nhiệm kỳ 2019 – 2022.
Giám mục Đặng Đức Ngân tham dự hội thảo 400 năm hình thành và phát triển chữ Quốc ngữ trong lịch sử loan báo Tin Mừng tại Việt Nam tại Trung tâm Mục vụ Tổng giáo phận Thành phố Hồ Chí Minh. Hội thảo kéo dài trong hai ngày 25 và 26 tháng 10 năm 2019. Hội thảo do Uỷ ban Văn hóa - Uỷ ban do Giám mục Ngân phụ trách tổ chức.
Các giám mục Việt Nam từ 27 giáo phận họp Đại hội XV Hội đồng Giám mục Việt Nam tại trung tâm Mục vụ Tổng giáo phận Hà Nội đầu tháng 10 năm 2022. Trong khuôn khổ đại hội, các giám mục đã sắp xếp và bầu chọn nhân sự trong hội đồng và tiếp tục chọn Giám mục Đặng Đức Ngân đảm trách vai trò Chủ tịch Uỷ ban Văn hóa trực thuộc Hội đồng Giám mục trong nhiệm kỳ 2022 – 2025.
Trong thời gian làm Giám mục chính tòa Đà Nẵng, Giám mục Đặng Đức Ngân cho biết ông đã được sự đỡ nâng, đồng hành và khích lệ từ các linh mục, tu sĩ và giáo dân Đà Nẵng. Ông cho biết ông cảm thấy tất cả [mọi người] cũng tích cực xây dựng gia sản tại vùng đất [giáo phận]. Giám mục Ngân cho biết khi phải rời giáo phận sau dịp kỷ niệm 60 năm thành lập, ông có cảm thấy mình xao xuyến những gì ông đã và đang làm tại giáo phận.

## Tổng giám mục phó, chính tòa Huế

### Bổ nhiệm và chúc mừng
Ngày 21 tháng 9 năm 2023, Văn phòng Báo chí Tòa Thánh công bố Giáo hoàng đã bổ nhiệm Giám mục Giuse Đặng Đức Ngân, hiện là Giám mục chính tòa Giáo phận Đà Nẵng, làm Tổng giám mục phó Tổng giáo phận Huế. Đồng thời, tân tổng giám mục phó kiêm chức Giám quản Tông Tòa Giáo phận Đà Nẵng. Giáo phận Đà Nẵng trống tòa theo ý Tòa Thánh, theo văn thư của Bộ Loan báo Tin Mừng. Việc công bố thông tin này được Tổng giám mục Marek Zalewski công bố tại Việt Nam theo đúng giờ công bố tại Rôma, trong khuôn khổ kỳ họp thường niên lần II năm 2023 của Hội đồng Giám mục Việt Nam. Đây cũng là lần đầu tiên, theo Tổng giám mục Ngân, trong suốt 16 năm ông tham dự các cuộc họp của Hội đồng Giám mục, một tin tức bổ nhiệm được công bố trong khuôn khổ kỳ họp. Tổng giám mục Ngân cho biết ông vô cùng xúc động khi nhận được những sự chúc mừng của các giám mục, dù ông đã biết trước về việc bổ nhiệm.
Giáo phận Đà Nẵng, trong cùng ngày công bố tin bổ nhiệm đã công bố một thông cáo về thông tin này, và đề nghị [giáo dân] cầu nguyện cho giáo phận và tân tổng giám mục phó. Văn bản này được ấn ký bởi linh mục Phaolô Phạm Thanh Thảo từ Tòa giám mục Đà Nẵng. Linh mục Nguyễn Duy đã viết một bài hát mang tên Đến với Muôn Dân (theo khẩu hiệu của Tổng giám mục Ngân) để tặng tân Tổng giám mục nhân sự bổ nhiệm này.
Theo thông báo của Tổng giám mục Huế Giuse Nguyễn Chí Linh đề ngày 22 tháng 9, đoàn linh mục Huế sẽ đến Đà Nẵng chào thăm tân tổng giám mục phó vào ngày 28 tháng 9, trong khi lễ nhậm chức chính thức cử hành ngày 10 tháng 11 năm 2023 tại Nhà thờ chính tòa Phủ Cam. Tổng giám mục Linh cho biết ông nhất trí mặc nhiên để Tổng giám mục phó chủ sự các sự kiện và các lễ đại trào trong Tổng giáo phận. Tổng giám mục Tân cử Đặng Đức Ngân cũng có thư gửi tín hữu Đà Nẵng đề ngày 22 tháng 9. Ngoài thông báo việc bổ nhiệm, tâm tình cảm tạ sự quý mến và hỗ trợ cũng như xin thứ lỗi những sai sót, Tổng giám mục Ngân thông báo bổ nhiệm linh mục Bônaventura Mai Thái (quản xứ Chính Tòa Đà Nẵng) làm Đại diện Giám quản Tông Tòa. Lễ tạ ơn tại Đà Nẵng và nhậm chức tại Huế, theo tân tổng giám mục phó, sẽ được thông báo sau.
Chia sẻ cùng kênh Truyền thông Hội đồng Giám mục với chủ đề Huế có một nền văn hóa cung đình, Tổng giám mục Ngân cho biết ông có thời gian sinh sống tại Hà Nội, do đó có tầm am hiểu về văn hóa cung đình, nên hy vọng cũng được giáo dân Tổng giáo phận Huế đón nhận. Tổng giám mục Ngân cho rằng trong 16 năm giám mục, ông đã đến ba giáo phận với ba vùng đất khác nhau chính là một sự kỳ diệu trong chương trình của Thiên Chúa. Để đáp từ câu hỏi về những [sự] khó khăn nhất trong sứ vụ giám mục, Tổng giám mục Ngân cho biết đó chính là sự hiểu biết, cảm thông, đón nhận và cùng nhau xây dựng Giáo hội giữa giám mục và linh mục. Chia sẻ về đường hướng mục vụ trong tư cách Tổng giám mục Phó Huế, ông cho biết vì là giám mục phó, ông sẽ theo đường hướng mục vụ của Tổng giám mục. Tổng giám mục Ngân cho biết ông dự kiến sẽ tiếp tục đồng hành Giáo phận Đà Nẵng trong tư cách Giám quản trong một vài năm tới, cho đến khi giáo phận có tân giám mục.

### Các công việc chuẩn bị nhậm chức tại Huế và chia tay Đà Nẵng
Theo thông báo từ Tòa giám mục Đà Nẵng ngày 13 tháng 10, Tổng giám mục Đặng Đức Ngân cử hành lễ kết thúc sứ vụ giám mục chính tòa Đà Nẵng ngày 28 tháng 10 tại Nhà thờ chính tòa Đà Nẵng. Ông chính thức rời giáo phận này để đến Tổng giáo phận Huế nhằm chuẩn bị cho lễ nhậm chức vào ngày 4 tháng 11, và lễ nhậm chức cử hành vào ngày đã thông báo trước đó là ngày 10 tháng 11 năm 2023. Trong buổi lễ tạ ơn ngày 28 tháng 10, Sắc chỉ của Bộ Loan báo Tin Mừng (Tòa Thánh) về việc bổ nhiệm Tổng giám mục Đặng Đức Ngân làm Giám quản Tông Tòa Đà Nẵng cũng đã được công bố.
Tổng giám mục Ngân đã đến Tổng giáo phận Huế vào ngày 4 tháng 11. Đón tiếp phái đoàn từ Đà Nẵng có Tổng giám mục Nguyễn Chí Linh, Tổng giám mục Phanxicô Xaviê Lê Văn Hồng, linh mục Tổng Đại diện và Đại diện Giám mục, cùng các linh mục, tu sĩ và các hội đoàn Tổng giáo phận Huế. Tổng giám mục Ngân dự kiến tham gia kỳ tĩnh thâm linh mục đoàn Tổng giáo phận Huế, kéo dài từ ngày 6 đến ngày 9 tháng 11 năm 2023. Ông cũng trả lời truyền thông Tổng giáo phận Huế qua một cuộc phỏng vấn kéo dài hơn 12 phút. Tổng giám mục Ngân cho biết sự bổ nhiệm mang dư âm đặc biệt đối với mình trong thời gian gần với mốc 16 năm giám mục của ông.

### Nhận sứ vụ và huy hiệu Tổng giám mục
Với cương vị mới,  Tổng giám mục Đặng Đức Ngân chọn một huy hiệu mới, kế thừa huy hiệu cũ, đồng thời bổ sung thêm một số chi tiết có liên quan đến Tổng giáo phận Huế. Huy hiệu của Tân tổng giám mục có biểu tượng mũ galero màu xanh, theo đúng chỉ thị của Phủ Quốc vụ khanh Tòa Thánh. Ngoài ý nghĩa từ năm câu thơ trong huy hiệu thời là Giám mục, hai câu thơ cuối: Phủ Cam nối Đất Trời/Trữ tình cuộn Hương sóng mang hàm ý bày tỏ bằng lối sống khiêm hạ, hơi ấm từ nhà thờ chính tòa Phủ Cam sẽ đến với vạn vật, cùng tâm tình như sóng nước [sông Hương] đem Tin Mừng đến với mọi người. Hình ảnh huy hiệu cũng bao gồm Thánh giá Lorraine (có hai thanh ngang, biểu tượng cho chức Tổng giám mục) và ngôi sao tám cánh (ngôi sao Đức mẹ), các hình ảnh hoa văn "Triện chữ T" và "hoa văn Mây cổ" từ áo tượng Đức Mẹ La Vang. Ngoài ra, bốn màu sắc chính của huy hiệu Tổng giám mục cũng bao gồm các ý nghĩa ẩn sau: màu xanh lá (đồng cỏ của Thiên Chúa, sự tươi tốt), màu xanh dương (sự vâng phục của Đức Maria, Sự Thật và Khôn ngoan), màu trắng (Đức Giêsu chiến thắng Sự chết) và màu vàng (cung đình, thiên quốc).
Vào sáng ngày 10 tháng 11 năm 2023, lễ nhận sứ vụ Tổng giám mục phó của Tổng giám mục Đặng Đức Ngân đã được cử hành tại Nhà thờ chính tòa Phủ Cam. Tổng giám mục Đại diện không thường trú của Tòa Thánh tại Việt Nam Marek Zalewski và một số giám mục tham dự lễ. Với việc chính thức nhậm chức, Tổng giám mục phó Đặng Đức Ngân đồng quản lý Tổng giáo phận Huế với Tổng giám mục Nguyễn Chí Linh, một giáo phận khoảng 63.000 giáo dân trong một khu vực khoảng 9.773km2.

### Tổng giám mục chính tòa
Ngày 17 tháng 4 năm 2025, sau Lễ Truyền Dầu và Tạ ơn của Tổng giám mục Giuse Nguyễn Chí Linh, Tổng giám mục Linh đã tiết lộ việc Tổng giám mục phó Đặng Đức Ngân sẽ chính thức nhậm chức Tổng giám mục kế vị vào ngày 25 tháng 4 năm 2025.(1:50) Thông tin về việc công bố và nhậm chức của tổng giám mục Ngân cũng được nhắc lại vào sau buổi lễ Phục sinh vào ngày 20 tháng 4 cùng năm.(1:39:02) Giáo hoàng Phanxicô qua đời vào ngày 21 tháng 4 năm 2025. Không có bất kỳ thông tin bổ nhiệm nhân sự nào vào ngày 25 tháng 4 năm 2025 như thông tin trước đó đã loan báo.
Ngày 24 tháng 5 năm 2025, Tổng giám mục Marek Zalewski, Đại diện Toà Thánh thường trú tại Việt Nam thông báo: Giáo hoàng Lêô XIV đã chấp thuận cho Tổng Giám mục Giuse Nguyễn Chí Linh từ nhiệm. Tổng giám mục Giuse Đặng Đức Ngân, hiện là Tổng Giám mục phó Tổng Giáo phận Huế kiêm Giám quản Tông tòa Giáo phận Đà Nẵng, kế vị Tổng Giám mục chính tòa Tổng Giáo phận Huế, tiếp tục kiêm nhiệm Giám quản Tông tòa Sede Vacante et ad nutum Sanctae Sedis Giáo phận Đà Nẵng. Theo thông báo từ Tòa Tổng giám mục Huế, tân tổng giám mục sẽ cử hành lễ nhậm chức vào ngày 2 tháng 6 năm 2025 tại Nhà thờ chính tòa Phủ Cam.
Tổng giám mục Đặng Đức Ngân đã trả lời phỏng vấn của Truyền thông Tổng giáo phận Huế. Ông cho biết mình xúc động trước tin bổ nhiệm này, đồng thời cảm tạ Giáo hoàng Phanxicô đã đề xướng và Giáo hoàng LêôXIV đã chính thức bổ nhiệm. Nói về đời sống tôn giáo của giáo dân Tổng giáo phận Huế, ông cho biết nhờ Tổng giám mục Nguyễn Chí Linh đã xin tổng giám mục phó từ sớm để làm quen và có nhiều kinh nghiệm với các thành phần của giáo phận. Ông cũng đánh giá đức tin của giáo dân mang văn hóa kinh thành "kỳ lạ", kiên trung, mạnh mẽ và can đảm.

## Tông truyền
Tổng giám mục Giuse Đặng Đức Ngân được tấn phong giám mục năm 2007, thời Giáo hoàng Bênêđíctô XVI, bởi:
- Giám mục chủ phong: Tổng giám mục chính tòa Tổng giáo phận Hà Nội Giuse Ngô Quang Kiệt.
- Hai giám mục phụ phong: Giám mục Giuse Vũ Văn Thiên, giám mục chính tòa Giáo phận Hải Phòng và Giám mục Stêphanô Tri Bửu Thiên, giám mục phó Giáo phận Cần Thơ.

Tổng giám mục Giuse Đặng Đức Ngân là giám mục phụ phong cho các giám mục:
- Năm 2017, giám mục Louis Nguyễn Anh Tuấn, hiện là Giám mục chính tòa Giáo phận Hà Tĩnh.

Dưới đây là sơ đồ tính Tông truyền từ giám mục Việt Nam đầu tiên được giám mục ngoại quốc chủ phong cho đến đời Tổng giám mục Đặng Đức Ngân.